# Jürgen Doberstein
Jürgen Doberstein (* 23. Februar 1989 in Chromtau) ist ein deutscher Profiboxer.

## Leben
Jürgen Doberstein übersiedelte 1998 mit seinen Eltern, zwei Brüdern und zwei Schwestern von Kasachstan nach Deutschland ins Saarland. Doberstein ist verheiratet und lebt seit 2014 mit seiner Frau Nadja in Kleinblittersdorf; zuvor lebte er in Elversberg. Das Ehepaar hat zwei Söhne (* 2014, * 2017) und eine Tochter (* 2020).

## Amateurkarriere
Unter Sergej Ostrovski begann Doberstein im Saarland seine Sportlerkarriere im Alter von 9 Jahren. Als Amateur bestritt er 75 Kämpfe. Er wurde mehrfach Jugend- und Junioren-Saarlandmeister, Südwestdeutscher Meister und deutscher Vizemeister bei den Junioren. Mit 16 Jahren boxte er in der Oberliga und mit 17 Jahren bereits in der 2. Bundesliga für den Olympiastützpunkt Heidelberg-Rhein-Neckar. 2007 bekam er einen Vorvertrag im Boxstall Sauerland Event Berlin. Dort gewann er als Amateur für Eintracht Berlin mehrere internationale Turniere.

## Profikarriere
Nach dem Gewinn der Berlin-Meisterschaft wurde Doberstein mit nur 18 Jahren Profiboxer bei Sauerland. Doch als Manfred Wolke, ehemaliger Trainer von Henry Maske, Sauerland verließ, kam es auch zwischen Doberstein und Sauerland zu keiner weiteren Zusammenarbeit. Doberstein ging zurück ins Saarland zu seinem Trainer Sergej Ostrovski.
2011 unterschrieb er einen Dreijahresvertrag bei Dog Event Boxing, der mit dem 31. Dezember 2013 endete.
2012 wurde er Deutscher Meister bei den Senioren. Er besiegte Christian Pavlak nach Punkten (10 Runden).
2012 wurde er IBF-Junioren Weltmeister nach 7 Runden durch Technisches K. o. gegen den Polen Michal Nieroda.
Im März 2013 gewann er (12 Runden, Punktsieg) den WBF-Intercontinental-Titel gegen den Spanier Blas Miguel-Martinez. Im September 2013 verteidigt er erfolgreich seinen Titel (12 Runden Punktsieg) gegen den Südafrikaner William Gare. In der 10. Runde ging Gare zu Boden und wurde angezählt.
Im Juni 2014 gründete Jürgen Doberstein und sein Team die Doberstein Promotion GmbH. Im Juli 2014 gewann Doberstein gegen Matingu Kindele nach Punkten, hierbei handelte es sich um keinen Titelkampf.
Am 22. November gewann Jürgen Doberstein den IBF-Mediterranean-Titel.
Seit März 2015 trainiert Jürgen Doberstein unter dem Kubaner Pedro Diaz in Miami. Nach zwei Aufbaukämpfen, die Doberstein jeweils durch K. o. gewann, gewann er am 5. Dezember 2015 in der Saarlandhalle vor heimischen Publikum den WBA-Intercontinental Titel.
Seit 2017 hat Doberstein Karl-Heinz Krüger als Trainer an seiner Seite. Im Januar 2018 unterschrieb er einen Promoter-Vertrag bei A&T Events and Promotions (USA).
Jürgen Doberstein trainiert seit 2020 eigenständig und steht unter keinem Promotervertrag. 2022 fand die erste Ursapharm-Fight-Night statt, die von Doberstein und seinem Team selbst geplant und durchgeführt wurde. Doberstein besiegte an diesem Abend den Ukrainer Taras Holovashenko.
Seit 2024 ist Michael Schultheis der Manager von Jürgen Doberstein. Im September 2024 wurde Doberstein GBC Weltmeister im Supermittelgewicht.

## Boxstil
Jürgen Doberstein ist Linksausleger.

## Daten und Erfolge als Profi

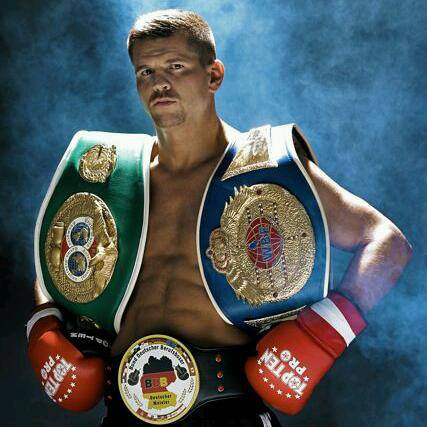
Gürtel Jürgen Doberstein

- 28. September 2024 GBC World Champion
- 5. Dezember 2015 WBA-Intercontinental Titel
- 22. November 2014 IBF Mediterranean Titel
- 7. September 2013 erfolgreiche Titelverteidigung WBF-Intercontinental Titel
- 8. März 2013 WBF-Intercontinental Titel
- 27. Oktober 2012 Juniorenweltmeister im Supermittelgewicht nach Version der IBF
- 26. Mai 2012 Deutscher Meister im Supermittelgewicht